# Allen/Lande
Allen/Lande è un "progetto studio" che ad oggi conta 4 album interpretati dai due celebri cantanti heavy metal, Russell Allen e Jørn Lande, e tutti pubblicati dalla Frontiers Records.
I primi 3 dischi sono ad opera del celebre chitarrista svedese Magnus Karlsson, e vertono su un miscuglio di generi riconducibili ad un AOR moderno, con influenze progressive e hard rock; mentre nel 4º disco subentra come compositore Timo Tolkki (ex- Stratovarius) e il risultato subisce un evidente cambio di stile, molto più accostabile ai lavori di quest'ultimo.

## Membri
- Russell Allen - voce (2005–present)
- Jørn Lande - voce (2005–present)
- Timo Tolkki - chitarra, basso, tastiere (2013–present)
- Jami Huovinen - batteria, percussioni (2013–present)

## Membri precedenti
- Magnus Karlsson - chitarra, basso, tastiere (2005–2013)
- Jaime Salazar - batteria, percussioni (2005–2013)

## Discografia
- 2005 - The Battle
- 2007 - The Revenge
- 2010 - The Showdown
- 2014 - The Great Divide